# Comesala
Comesala fue un cacique y líder religioso (useköl) de etnia cabécar, quien junto a Pablo Presbere lideró la rebelión indígena más importante del territorio de Tierra Adentro, en Costa Rica, contra el dominio español, el 29 de septiembre de 1709.
Es poco lo que se conoce de la vida de Comesala previamente a la rebelión de Talamanca. Fue cacique sobre una parcialidad indígena donde los frailes franciscanos bajo la guía de Pablo de Rebullida fundaron la iglesia de Santo Domingo. Tras unir fuerzas con Pablo Presbere en Suinse, dirigió a los indígenas de Santo Domingo en el ataque al poblado de Chirripó, mientras los indígenas al mando de Presbere asaltaban San Pablo de Urinama. Posteriormente, junto a Presbere y un numeroso grupo de rebeldes, derrotaron al grueso de las tropas españolas en el poblado de San Juan de Cabécar, obligándoles a huir hacia Cartago.
En febrero de 1710, los españoles contraatacaron internándose en Talamanca, donde lograron capturar a Presbere y a varios de los líderes de la rebelión, pero Comesala logró escapar ocultándose en las escarpadas montañas. No se conoce su destino posterior.